# Creagrutus petilus
Creagrutus petilus é uma espécie de peixe da família dos caracídeos e da ordem dos characiformes.

## Descrição
Os machos podem alcançar 4,9 cm de comprimento. Vivem em zonas de clima tropical, mais especificamente na América do Sul, em rios da margem direita do Rio Madeira).